# Piramide van Amenemhat I
De piramide van Amenemhat I is een piramide die te vinden in El-Lisht. Van de piramide zelf is weinig over, je ziet nog een heuvel waar wat stenen onderuit komen.
In de piramide zijn verschillende stenen gebruikt die uit de tempel van Choefoe (Cheops) kwamen. Onder meer een oude steen waar heilige koeien op staan, en op dezelfde steen een cartouche met Cheops' naam.
In 1882 kwam Gaston Maspero als eerste archeoloog bij de piramide. In 1894 kwam er een team van Franse archeologen die de piramide binnen ging. Uiteindelijk kwam als laatste een team uit Amerika om de piramide te onderzoeken, dat was in 1934. In deze "expedities" vonden ze weliswaar de tombe, maar hij was leeggeroofd.
Op het terrein van de piramide zijn nog een andere piramide gevonden, vermoedelijk van zijn vrouw, en drie Mastaba's, we weten niet van wie die zijn. Een van de drie is ingebouwd achter de tempel, dus het is redelijk aannemelijk dat die van een priester zou zijn.
Op de tempel van Amenemhat, die overigens nog deels ingegraven ligt, is een begraafplaats, omdat de mensen eerst nog niet wisten dat daar een tempel lag.
Bij zijn piramide ligt ook de piramide van Senoeseret I.